# Falling into You
| Оценки критиков               | Оценки критиков |
| Источник                      | Оценка          |
| ----------------------------- | --------------- |
| Allmusic                      | [ 1 ]           |
| Billboard                     | (положительная) |
| Entertainment Weekly          | (B)             |
| Los Angeles Times             | [ 4 ]           |
| New York Times                | (отрицательная) |
| The Rolling Stone Album Giude | [ 6 ]           |

Falling into You (с англ. — «Погружаюсь в тебя») — двадцать первый альбом Селин Дион и четвёртый, выпущенный на английском языке 11 марта 1996 года лейблом Columbia/Epic Records. Он получил множество наград по всему миру, в том числе две награды за альбом года и лучший поп-альбом на 39-й ежегодной церемонии «Грэмми», во время которой Дион выступала вживую. В апреле 1997 года она также получила три премии World Music Awards в номинации Самый продаваемый исполнитель года в мире, Самый продаваемый поп-исполнитель года в мире и Самый продаваемый канадский исполнитель года в мире. Альбом входит в список «200 Зала славы рок-н-ролла». Falling into You стал самым продаваемым альбомом Дион и одним из самых продаваемых альбомов в истории, его продажи составили более 32 миллионов копий по всему миру, в том числе двенадцать миллионов копий в США, более двух миллионов в Великобритании и более миллиона в Германии, Франции, Канаде и Австралии. В Европе было продано более девяти миллионов единиц. Он возглавил чарты по всему миру, в том числе занял первое место в Соединённых Штатах, Канаде, Великобритании, Франции, Австралии и многих других странах. Он стал одним из самых продаваемых альбомов 1996 и 1997 годов в разных странах, а также одним из самых продаваемых альбомов десятилетия. Он был сертифицирован как бриллиантовый, мультиплатиновый, платиновый и золотой по всему миру.

## Об альбоме
Falling into You является одной из крупнейших музыкальных удач певицы (он получил 4 балла на All Music Guide) и демонстрирует разнообразие исполняемого певицей материала (среди которого есть кавер на песню Тины Тёрнер, баллады, эксперименты с софт-роком и использованием перкуссионных инструментов). За этот альбом Селин получила Грэмми в 2-х номинациях. В поддержку диска в начале 1997 года был проведён тур Falling into You Tour.

## Критика
Редактор Billboard Пол Верна написал положительный отзыв об альбоме. Он сказал, что он укрепит репутацию Дион как одной из настоящих мировых поп-див.
Положительный отзыв дал Стивен Томас Эрлевайн, старший редактор AllMusic. Он отметил, что альбом является шаблонным, но оценил его хорошо выполненную, стильную и запоминающуюся формулу, подчеркивающую естественное вокальное очарование Дион. Стивен Холден из The New York Times написал, что альбом «напичкан шаблонной романтической напыщенностью».

## Список композиций
| №   | Название                         | Автор(ы)                                       | Продюсер(ы)                        | Длительность |
| --- | -------------------------------- | ---------------------------------------------- | ---------------------------------- | ------------ |
| 1.  | «It’s All Coming Back to Me Now» | Джим Стейнман                                  | Стейнман Стивен Ринкофф Рой Биттан | 7:37         |
| 2.  | «Because You Loved Me»           | Дайан Уоррен                                   | Дэвид Фостер                       | 4:33         |
| 3.  | «Falling into You»               | Билли Стейнберг Рик Ноуэлс Мари Клер Д'Убальдо | Ноуэлс Стейнберг                   | 4:18         |
| 4.  | «Make You Happy»                 | Энди Марвел                                    | Рик Уэйк                           | 4:31         |
| 5.  | «Seduces Me»                     | Дэн Хилл Джон Ширд                             | Рик Хан Дэн Хилл Джон Джонс        | 3:46         |
| 6.  | «All by Myself»                  | Эрик Кармен Сергей Рахманинов                  | Фостер                             | 5:12         |
| 7.  | «Declaration of Love»            | Майкл Джей Клод Годетт                         | Уэйк                               | 4:20         |
| 8.  | «Dreamin’ of You»                | Альдо Нова Питер Барбо                         | Нова                               | 5:07         |
| 9.  | «I Love You»                     | Нова                                           | Фостер                             | 5:30         |
| 10. | «If That’s What It Takes»        | Жан-Жак Гольдман Фил Голдстон                  | Гольдман Умберто Гатика            | 4:12         |
| 11. | «I Don’t Know»                   | Гольдман Джей Каплер Голдстон                  | Гольдман Гатика                    | 4:38         |
| 12. | «River Deep, Mountain High»      | Элли Гринвич Джефф Бэрри Фил Спектор           | Стейнман Ринкофф                   | 4:10         |
| 13. | «Call the Man»                   | Энди Хилл Питер Синфилд                        | Стейнман Ринкофф Джефф Бова        | 6:08         |
| 14. | «Fly»                            | Гольдман Голдстон                              | Гольдман Гатика                    | 2:58         |

| №   | Название                                  | Автор(ы)                                | Продюсер(ы) | Длительность |
| --- | ----------------------------------------- | --------------------------------------- | ----------- | ------------ |
| 8.  | «(You Make Me Feel Like) A Natural Woman» | Джерри Гоффин Кэрол Кинг Джерри Векслер | Фостер      | 3:40         |
| 14. | «Your Light»                              | Нова                                    | Нова        | 5:14         |

| №   | Название     | Автор(ы) | Продюсер(ы) | Длительность |
| --- | ------------ | -------- | ----------- | ------------ |
| 13. | «Your Light» | Нова     | Нова        | 5:14         |

| №   | Название                                  | Автор(ы)                       | Продюсер(ы) | Длительность |
| --- | ----------------------------------------- | ------------------------------ | ----------- | ------------ |
| 8.  | «(You Make Me Feel Like) A Natural Woman» | Гоффин Кинг Векслер            | Фостер      | 3:40         |
| 16. | «Sola Otra Vez»                           | Кармен Рахманинов Мэнни Бенито | Фостер      | 5:12         |

| №   | Название                                  | Автор(ы)             | Продюсер(ы) | Длительность |
| --- | ----------------------------------------- | -------------------- | ----------- | ------------ |
| 8.  | «(You Make Me Feel Like) A Natural Woman» | Гоффин Кинг Векслер  | Фостер      | 3:40         |
| 16. | «To Love You More»                        | Фостер Джуниор Майлз | Фостер      | 5:29         |

| №   | Название           | Автор(ы)     | Продюсер(ы) | Длительность |
| --- | ------------------ | ------------ | ----------- | ------------ |
| 13. | «Your Light»       | Нова         | Нова        | 5:14         |
| 16. | «To Love You More» | Фостер Майлз | Фостер      | 5:29         |

| №  | Название                     | Автор(ы)                       | Продюсер(ы)      | Длительность |
| -- | ---------------------------- | ------------------------------ | ---------------- | ------------ |
| 1. | «Because You Loved Me»       | Уоррен                         | Фостер           | 4:33         |
| 2. | «I Don't Know»               | Гольдман Каплер Голдстон       | Гольдман Гатика  | 4:38         |
| 3. | «Pour que tu m'aimes encore» | Гольдман                       | Гольдман         | 4:15         |
| 4. | «Le ballet»                  | Гольдман                       | Гольдман         | 4:25         |
| 5. | «The Power of the Dream»     | Фостер Бэйбифейс Линда Томпсон | Фостер Бэйбифейс | 4:30         |

| №  | Название                                  | Автор(ы)                                                    | Длительность |
| -- | ----------------------------------------- | ----------------------------------------------------------- | ------------ |
| 1. | «Everybody's Talkin' My Baby Down» (live) | Арни Роман Расс Десалво                                     | 3:48         |
| 2. | «Love Can Move Mountains» (live)          | Уоррен                                                      | 4:16         |
| 3. | «If You Asked Me to» (live)               | Уоррен                                                      | 3:59         |
| 4. | «Only One Road» (live)                    | Питер Зиззо                                                 | 4:40         |
| 5. | «Think Twice» (live)                      | Хилл Синфилд                                                | 4:32         |
| 6. | «The Power of Love» (live)                | Гюнтер Менде Кэнди Деруж Дженнифер Раш Мэри Сьюзан Эпплгейт | 5:27         |

| №  | Название                                                | Автор(ы)                 | Продюсер(ы)             | Длительность |
| -- | ------------------------------------------------------- | ------------------------ | ----------------------- | ------------ |
| 1. | «The Power of the Dream»                                | Фостер Бэйбифейс Томпсон | Фостер Бэйбифейс        | 4:30         |
| 2. | «Your Light»                                            | Нова                     | Нова                    | 5:12         |
| 3. | «It’s All Coming Back to Me Now» (Classic Paradise Mix) | Стейнман                 | Стейнман Ринкофф Биттан | 8:17         |
| 4. | «The Power of Love» (live)                              | Менде Деруж Раш Эпплгейт |                         | 4:45         |
| 5. | «River Deep, Mountain High» (live)                      | Гринвич Бэрри Спектор    |                         | 3:30         |

## Чарты
| Чарт(1996–1997)                                | Высшая позиция |
| ---------------------------------------------- | -------------- |
| Австралия (ARIA)                               | 1              |
| Австрия (Ö3 Austria)                           | 1              |
| Бельгия/Валлония (Ultratop)                    | 1              |
| Бельгия/Фландрия (Ultratop)                    | 2              |
| Великобритания (UK Albums Chart)               | 1              |
| Венгрия (MAHASZ)                               | 13             |
| Германия (Offizielle Top 100)                  | 5              |
| Греция (IFPI)                                  | 1              |
| Дания (Hitlisten)                              | 1              |
| Европа (Music & Media European Top 100 Albums) | 1              |
| Ирландия (IRMA)                                | 2              |
| Исландия (Tónlist)                             | 10             |
| Испания (PROMUSICAE)                           | 4              |
| Италия (FIMI)                                  | 4              |
| Канада (RPM Top Albums/CDs)                    | 1              |
| Канада (Canadian Albums Chart)                 | 1              |
| Квебек (ADISQ)                                 | 1              |
| Малайзия (RIM)                                 | 2              |
| Нидерланды (Album Top 100)                     | 1              |
| Новая Зеландия (RMNZ)                          | 1              |
| Норвегия (VG-lista)                            | 1              |
| Португалия (AFP)                               | 2              |
| США (Billboard 200)                            | 1              |
| Финляндия (Suomen virallinen lista)            | 9              |
| Франция (SNEP)                                 | 1              |
| Чехия (ČNS IFPI)                               | 18             |
| Швейцария (Schweizer Hitparade)                | 1              |
| Швеция (Sverigetopplistan)                     | 1              |
| Шотландия (Scottish Albums Chart)              | 1              |
| Япония (Oricon)                                | 6              |

| Чарт(1996)                      | Позиция |
| ------------------------------- | ------- |
| Австралия (ARIA)                | 2       |
| Австрия (Ö3 Austria)            | 2       |
| Великобритания (OCC)            | 4       |
| Германия (Offizielle Top 100)   | 7       |
| Европа (Music & Media)          | 2       |
| Испания (PROMUSICAE)            | 21      |
| Канада (RPM)                    | 2       |
| Нидерланды (Album Top 100)      | 1       |
| Новая Зеландия (RMNZ)           | 3       |
| Норвегия (VG-lista)             | 1       |
| США (Billboard 200)             | 3       |
| Франция (SNEP)                  | 2       |
| Швейцария (Schweizer Hitparade) | 2       |
| Швеция (Sverigetopplistan)      | 10      |
| Япония (Oricon)                 | 45      |

| Чарт(1997)                    | Позиция |
| ----------------------------- | ------- |
| Австралия (ARIA)              | 9       |
| Бельгия/Фландрия (Ultratop)   | 23      |
| Бельгия/Валлония (Ultratop)   | 51      |
| Дания (Hitlisten)             | 28      |
| Нидерланды (Album Top 100)    | 8       |
| Европа (Music & Media)        | 8       |
| Германия (Offizielle Top 100) | 20      |
| Новая Зеландия (RMNZ)         | 8       |
| Великобритания (OCC)          | 27      |
| США (Billboard 200)           | 3       |

| Чарт(1998)           | Позиция |
| -------------------- | ------- |
| Великобритания (OCC) | 109     |
| США (Billboard 200)  | 144     |

| Чарт(1990–1999)      | Позиция |
| -------------------- | ------- |
| Австрия (Ö3 Austria) | 10      |
| Великобритания (OCC) | 10      |
| США (Billboard 200)  | 6       |

| Чарт                                | Позиция |
| ----------------------------------- | ------- |
| Canadian Artists Albums (SoundScan) | 9       |
| French Albums (SNEP)                | 103     |
| Irish Albums Female Artists (IRMA)  | 18      |
| UK Albums (OCC)                     | 57      |
| US Billboard 200                    | 21      |
| US Billboard 200 (Women)            | 11      |

## Сертификации
| Регион | Сертификация           | Продажи    |
| --- | ---------------------- | ---------- |
| Аргентина (CAPIF) | Платиновый             | 75,000     |
| Австралия (ARIA) | 13× Платиновый         | 1,000,000  |
| Австрия (IFPI Austria) | 2× Платиновый          | 100 000*   |
| Бельгия (BEA) | 4× Платиновый          | 200 000*   |
| Бразилия (ABPD) | Золотой                | 200,000    |
| Канада (Music Canada) | Бриллиантовый          | 1,600,000  |
| Дания (IFPI Danmark) | 8× Платиновый          | 160 000    |
| Финляндия (Musiikkituottajat) | Платиновый             | 51,952     |
| Франция (SNEP) | Бриллиантовый          | 1,172,500  |
| Германия (BVMI) | 5× Золотой             | 1 250 000^ |
| Венгрия (Mahasz) | Золотой                |            |
| Италия | —                      | 150,000    |
| Япония (RIAJ) | 4× Платиновый          | 800 000^   |
| Нидерланды (NVPI) | 6× Платиновый          | 600 000^   |
| Новая Зеландия (RMNZ) | 12× Платиновый         | 180 000^   |
| Норвегия (IFPI Norway) | 3× Платиновый          | 150 000*   |
| Польша (ZPAV) | Платиновый             | 100 000*   |
| Singapore (RIAS) | —                      | 100,000    |
| ЮАР | —                      | 600,000    |
| Испания (PROMUSICAE) | 2× Платиновый          | 200 000^   |
| Швеция (GLF) | 2× Платиновый          | 200 000^   |
| Швейцария (IFPI Switzerland) | 3× Платиновый          | 150 000^   |
| Китайская Республика (RIT) | 12× Платиновый+Золотой | 633,518    |
| Турция (Mü-Yap) | Золотой                | 20,000     |
| Великобритания (BPI) | 7× Платиновый          | 2,193,998  |
| США (RIAA) | 12× Платиновый         | 12 000 000 |
| Итого |                        |            |
| Европа (IFPI) | 9× Платиновый          | 9 000 000* |
| Мир | —                      | 32,000,000 |
| * Данные о продажах приведены только на основе сертификации. · ^ Данные о тиражах приведены только на основе сертификации. · Данные о продажах + прослушиваниях приведены только на основе сертификации. |                        |            |